# Mysta picta
Mysta picta är en ringmaskart som först beskrevs av Quatrefagues 1865.  I den svenska databasen Dyntaxa används istället namnet Eteone picta. Enligt Catalogue of Life ingår Mysta picta i släktet Mysta och familjen Phyllodocidae, men enligt Dyntaxa är tillhörigheten istället släktet Eteone och familjen Phyllodocidae. Arten är reproducerande i Sverige. Inga underarter finns listade i Catalogue of Life.